# Голынский, Александр Валерьевич
Александр Голынский (род. 1987, Симферополь) — российский современный художник. Финалист конкурса «Гранд U-ART 2013» (Париж, Франция). Входит в ТОП100 молодых авторов по версии InArt. Живёт и работает в Москве.

## Биография
В 2007 году окончил факультет «Дизайн интерьеров» Крымского художественного училища имени Н. С. Самокиша. Получил квалификации художника-сценографа театра, кино и телевидения, исследователя и преподавателя в Киевской Национальной Академии.
Окончил школу современного искусства Московского музея современного искусства «Свободные мастерские» в 2016 и Институт современного искусства «База» в 2018 в Москве.
Ввёл в авторский глоссарий термин «политаль» — некий объект, который состоит из множества одинаковых, в основном бытовых предметов. Слово состоит из двух частей. Первая — это греческая приставка «поли», означающая большое количество или множественность. Вторая — это «таль» — производная от слова «деталь».
Основная линия творчества Александра — исследование материала, задействованного в создании произведения искусства. Александр Голынский использует в своих работах подручные материалы: строительный уплотнитель, проволоку, клейкую ленту и канцелярию. Вещи, которые мы используем в повседневной жизни и после окончания срока годности выбрасываем, художник превращает в сырьё для создания художественного произведения. Считается, что он работает в стиле европейского художественного течения Arte Povera, дословно «бедное искусство».
В 2019 году участвовал в проекте «Всё по 100» аукциона Vladey с работой «Слепок № 3», 2019.

## Выставки

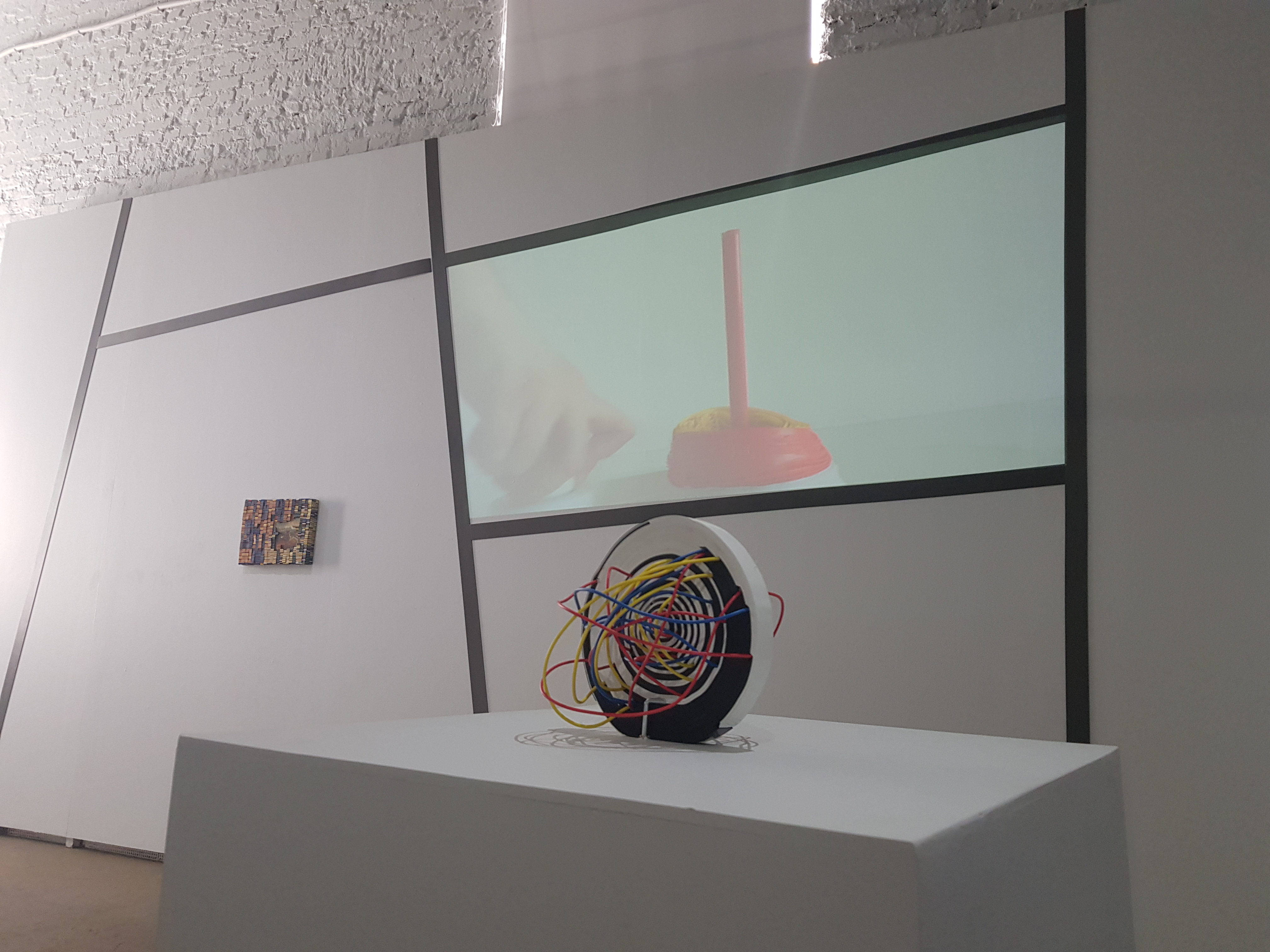
Фрагмент с выставки Александра Голынского «Политаль», 2019

### 2019
- c 15 по 28 августа — участие в совместной выставке «Инфография» в арт-пространстве Cube Moscow.[5]
- с 10 июля по 18 августа — первая персональная выставка «Политаль» в галерее Pop/off/art. Основную часть экспозиции занимают объекты из серии «Слепки», выполненные из разноцветной изоленты.[6]
- c 22 марта по 22 апреля — выставка Glitch Kitch в «Галерее 9Б» (Нижний Новгород)[7][8]. Центром экспозиции стали полотна, созданные по мотивам первого знакомства художника с Нижним Новгородом.[9]

### 2018
- с 5 июля по 9 сентября — совместная выставка с Анатолием Осмоловским «Мягкая грань» в музее Вадима Сидура (Москва).[10] Выставка проходит в рамках параллельной программы VI-ой Московской международной биеннале молодого искусства.[11]
- совместная выставка «Странное, потерянное, неувиденное, бесполезное» в институте БАЗА, Цех Красного, (Москва)[12]
- с 5 июня по 8 июня — совместная выставка Александра Голынского и Александра Зайцева «Сохранить как» в мастерской Фонда Владимира Смирнова и Константина Сорокина.[13][14]
- участие в совместной выставки в рамках VIII-ой Ташкентской международной биеннале современного искусства.[15]